# Saint-Mandé
Saint-Mandé is een gemeente in het Franse departement Val-de-Marne (regio Île-de-France) en telt 19.697 inwoners (1999). De plaats maakt deel uit van het arrondissement Nogent-sur-Marne. Saint-Mandé grenst aan het 12e arrondissement van Parijs, dat in 1860 werd uitgebreid met een deel van Saint-Mandé.

## Geografie

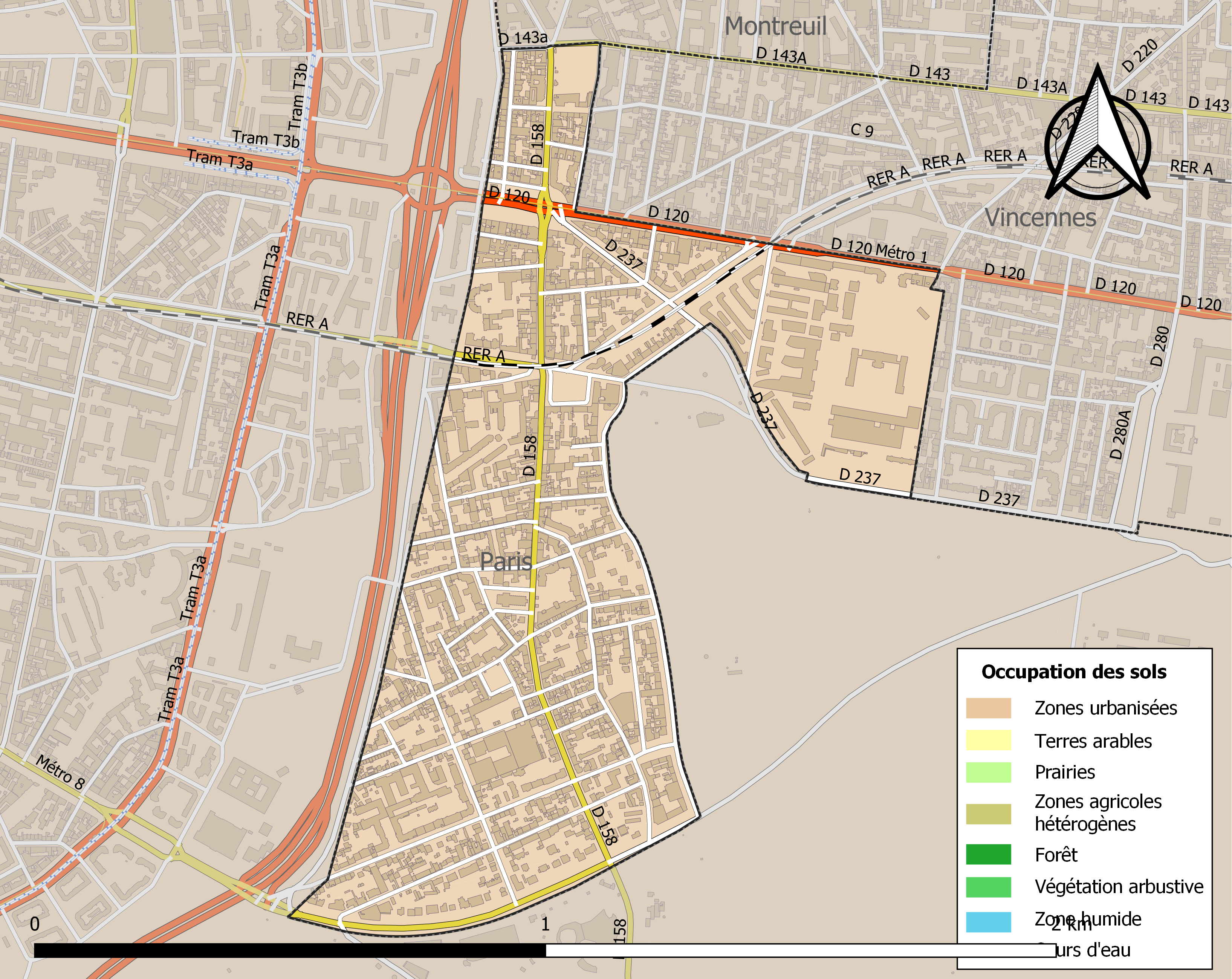
Kaart van de gemeente met de belangrijkste infrastructuur en omliggende gemeenten

De oppervlakte van Saint-Mandé bedraagt 0,9 km², de bevolkingsdichtheid is 21885,6 inwoners per km².

## Demografie
Onderstaande figuur toont het verloop van het inwonertal (bron: INSEE-tellingen).

## Bekende inwoners van Saint Mandé

### Geboren
- Alexandra David-Néel (1868-1969), Franse-Belgisch ontdekkingsreiziger, boeddhist, feminist en schrijfster
- Claudette Colbert (1903-1996), Amerikaans actrice
- Martine Carol (1920-1967), actrice
- Robert Lamoureux (1920-2011), acteur, filmregisseur, scenarist, humorist en tekstschrijver
- Bruno Cremer (1929-2010), acteur
- Pierre Christin (1938-2024), striptekenaar
- Dominique Laffin (1952-1985), actrice
- Charles Berling (1958), acteur
- Frédéric Diefenthal (1968), acteur

### Overleden
- Jean Moréas (1856-1910), Grieks schrijver
- Eve-Suzanne Ancel (1875-1961), schrijfster en pedagoge